# تشال خرسي سيلاب (زيلايي)
تشال خرسي سیلاب (بالفارسية: چال خرسی سیلاب) هي قرية تقع في إيران في قسم زیلایی الريفي. يقدر عدد سكانها بـ 30 نسمة بحسب إحصاء 2016.